# 單相電

单相电的波形图

在电气工程中，單相電（single-phase electric power）指利用两条线路来分配电力的交流電供电方式，頻率通常是50或60Hz。由于单相电电压在一个周期内两次达到峰值，瞬时功率并非恒定；三相电的瞬时功率之和则是恒定值，运作稳定。

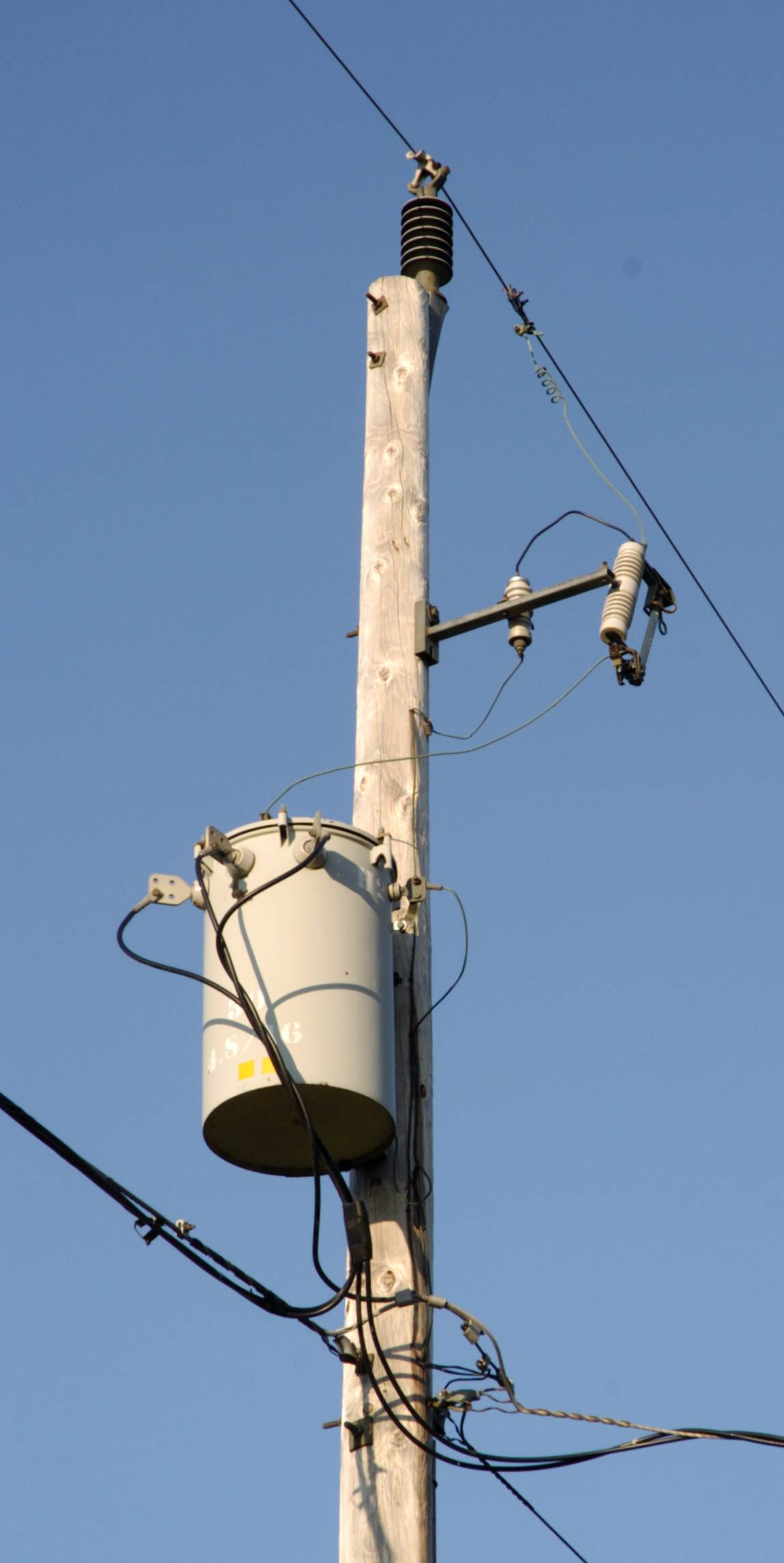
位于加拿大的一个单相变压器电线杆

单相电具线路较少的优点，被北美和日本的一些地方用作商業和住宅用电，但很少用在大型发电机等设施。单相交流电的缺點包括具有功率振蕩和不能产生旋转磁场。靜止的單相电动机並不會因通電而轉動，需要额外的启动电路令它開始轉動。相比之下，三相电可產生旋转磁场，令电动机從靜止中自行啟動。

## 接線

### 單相二線制
單相二線系統包括一條相線（L，又称端线、火线、活线）和一條中線（N，又称中性线、零线）。電力可以由小型發電機、不间断电源或單相供電系統提供，優點是電路簡單節約，但一條線也只能給100-120伏特。

此外，三相四線系統也可以提供單相電。相線接至L1/L2/L3其中一相，中線則接至三相變壓器的中性點。中性點通常會接地，以確保電力保護裝置可以正常運作。
{\displaystyle V_{\mathrm {AN} }=220\angle 0^{\circ }}
{\displaystyle V_{\mathrm {BN} }=220\angle 120^{\circ }}
{\displaystyle V_{\mathrm {CN} }=220\angle 240^{\circ }}

### 單相三線制
單相三線系統中，電力由分相式（split-phase）變壓器提供，共有兩條相線（反相）和一條中線，相對前者，這種佈局同時提供120V及240V。變壓器的主線圈可接至三相電的其中兩個相（VAB），副線圈則設有中心抽頭，引出中線並同時接地。
{\displaystyle V_{\mathrm {1} }=120\angle 0^{\circ }}
{\displaystyle V_{\mathrm {2} }=120\angle 180^{\circ }}
{\displaystyle V_{\mathrm {12} }=120\angle 0^{\circ }-120\angle 180^{\circ }=240}
需注意分相式電力系統無法產生單一指向的旋轉磁場，因此不是兩相電，這是不同東西。

## 比較

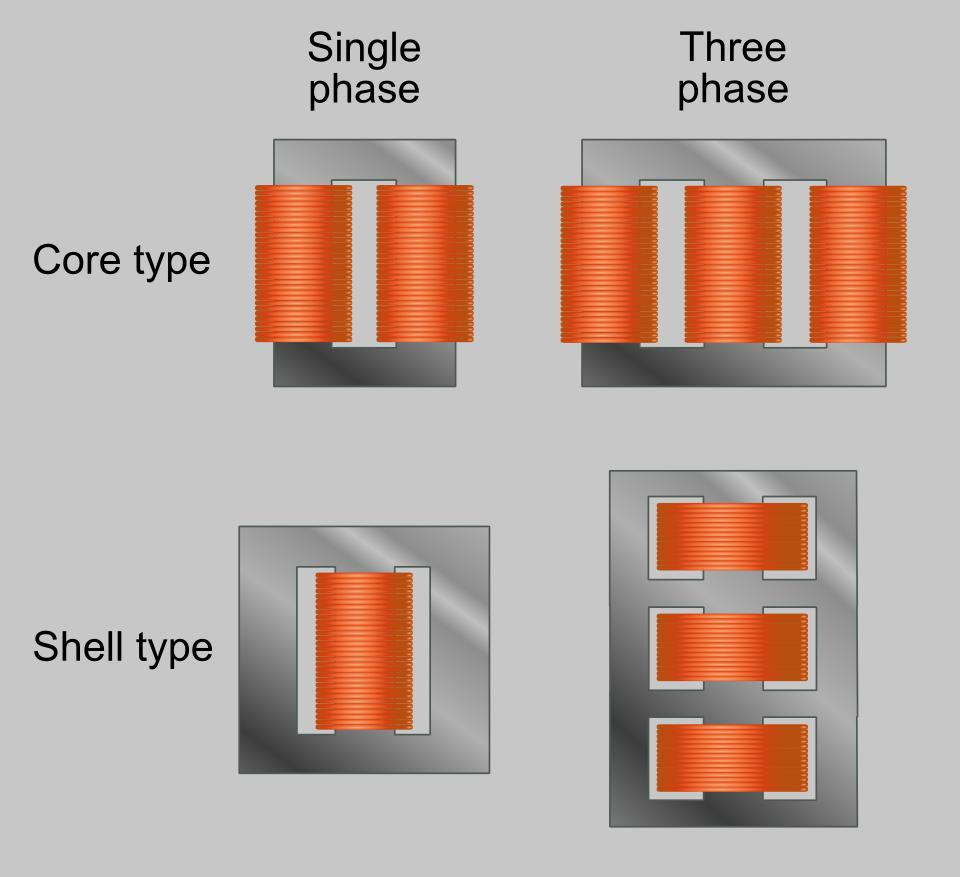
變壓器繞組

### 家用與工業用
與三相電相比，單相電最主要的特點是輸出功率不是常數（功率振盪），其電壓在0°和180°時是零，在90°和270°時達到峰值。而三相電的總功率則是常數，所以三相發電機可以穩定地運作。三相變壓器的成本亦比單相變壓器低。只需要150%的材料，則可提供原來3倍的輸出功率。因此，三相電在大容量發電及輸電都有明顯優勢。
不過，對於住宅用戶和小型商店，單相電已滿足基本的用電需求，所以電力只會拉一條或兩條進入家中，終點就是我們常見的110V左右與220的交流電插座。

## 電壓
在北美地區，分相式為120V/240V，三相電則是120V/208V。部分電動機會接供兩個接線方式，所以能同時支援208V及240V。對於240V供暖系統，若是連接到208V系統中，其功率會下降至75%。此外，部分國家的電壓為127V/220V，把208V的電力裝置接駁到220V系統應可正常運作，但保養或會失效。
在歐亞地區，單相電介乎220V到240V，此電壓能提供足夠的輸出，供馬達和其他高功率電力裝置使用。與北美不同，歐亞地區的單相電力裝置通常不會接至三相系統以380V至415V運作。